# 1917 v hudbě
Na této stránce naleznete seznam událostí souvisejících s hudbou, které proběhly roku 1917.

## České země
- Sedmnáctiletá talentovaná houslistka Ervína Brokešová zahájila svou koncertní kariéru koncerty v Pardubicích, Benešově a Praze.